# Гимарайнш Роза, Жуан
Жуа́н Гимара́йнш Ро́за (Гимараинш Роза) (порт. João Guimarães Rosa, 27 июня 1908, Кордисбургу, шт. Минас-Жерайс — 19 ноября 1967, Рио-де-Жанейро) — бразильский писатель.

## Биография
Родился в муниципалитете Кордисбургу (порт. Cordisburgo). Он был старшим из шести детей. Родители: Флордуарду Пинту Роза (порт. Florduardo Pinto Rosa) и Д. Франсиска Гимарайнс Роза (порт. D. Francisca Guimarães Rosa).
Был самоучкой во многих областях, с детства изучал много языков, начинал с изучения французского языка, когда ему ещё не было семи лет от роду, о чём сказал в интервью:

«Говорю на: португальском, немецком, французском, английском, испанском, итальянском, эсперанто, немного на русском; читаю на: шведском, голландском, латинском и греческом (но со словарём под рукой); понимаю некоторые немецкие диалекты; я изучал грамматику: венгерского, арабского, санскрита, литовского, польского, тупи, иврита, японского, чешского, финского, датского; поверхностно изучал другие языки. Но всё на базовом уровне. Думаю, что изучение духа и механизма других языков помогает намного глубже понять родной язык. Вообще, однако, я учился ради удовольствия, наслаждения и развлечения.»
Оригинальный текст (порт.)«Falo: português, alemão, francês, inglês, espanhol, italiano, esperanto, um pouco de russo; leio: sueco, holandês, latim e grego (mas com o dicionário agarrado); entendo alguns dialetos alemães; estudei a gramática: do húngaro, do árabe, do sânscrito, do lituano, do polonês, do tupi, do hebraico, do japonês, do checo, do finlandês, do dinamarquês; bisbilhotei um pouco a respeito de outras. Mas tudo mal. E acho que estudar o espírito e o mecanismo de outras línguas ajuda muito à compreensão mais profunda do idioma nacional. Principalmente, porém, estudando-se por divertimento, gosto e distração.»

Ещё в детстве он переехал в дом своего дедушки и бабушки в Белу-Оризонти, там окончил начальную школу. Дальнейшее обучение начал в школе Санту-Антониу в Сан-Жуан-дел-Рее, но вскоре вернулся в Белу-Оризонти, где и закончил обучение. В 1925 году, в возрасте 16 лет, он подал заявление на зачисление на медицинский факультет университета Минас-Жерайса.
27 июня 1930 года женился на 16-летней Лижии Кабрал Пенна (Lígia Cabral Penna). Дочери: Вилма (Vilma) и Агнес (Agnes). В том же году окончил обучение и начал заниматься медицинской практикой в муниципалитете Итагуара (Itaguara), затем в муниципалитете Итауна (Itauna) в штате Минас-Жерайс. Проживал там около двух лет, в эти годы впервые познакомился с элементами сертана (бразильских степей), ставшими источником и вдохновением для многих его работ.
Вернувшись из Итагуары, работал врачом-добровольцем в народном ополчении (порт. Força Pública) во время «Конституционалистской революции» 1932 года, возглавляя т. н. сектор Туннеля (порт. setor do Túnel) в муниципалитете Паса-Куатру (Passa-Quatro, шт. Минас-Жерайс). Там он встретился с будущим президентом Жуселину Кубичеком, в то время работавшим главным врачом. Позже, сдав экзамен, он стал чиновником. В 1933 году переехал муниципалитет Барбасена (Barbacena) работал врачом в 9-м пехотном батальоне (порт. Oficial Médico do 9º Batalhão de Infantaria). Бо́льшую часть жизни работал дипломатом в Европе и Латинской Америке.
В 1963 году единогласно избран членом Бразильской академии литературы, но принял предложение только через 4 года, всего за три дня до своей таинственной кончины в Рио-де-Жанейро от, предположительно, сердечного приступа.
Умер на пике своей дипломатической и литературной карьеры в возрасте 59 лет.

## Творчество
Писал новеллы и рассказы. Его творчество вдохнуло новую жизнь в бразильскую литературу середины XX века. Роман «Тропы по большому сертану» (1956) удостоен многих национальных премий, принёс автору мировую славу. Книга стихов Магма (1936) получила премию Бразильской литературной академии, но не была опубликована при жизни автора.
Его карьера как писателя началась ещё когда он пребывал на дипломатической службе. В 1946 году он опубликовал свою работу «Сагарана». До этого у него уже был сборник поэзии 1936 года, но он так и остался неопубликованным. В сборник «Сагарана» вошло 6 новелл, некоторые из них по объёму превышают 50 страниц. Название можно перевести как «указание на сходство». В них сертан (бразильская степь) превращается почти в самостоятельного персонажа, а наличие неологизмов, игры слов и риторических приёмов обеспечило ему славу писателя-новатора. Его стиль можно назвать почти разговорным, а неологизмы и другие приёмы усложняют перевод его произведений. После «Сагараны» был опубликован двухтомный «Кордебалет». В нём продолжает действовать сертан как самостоятельный персонаж, представляя собой силы природы.
Всё же шедевром автора является роман «Тропы по большому сертану» (1956). Это произведение считается шедевром не только бразильской, но и мировой литературы XX века.
Сразу после появления роман стал легендой — сначала в Бразилии, а потом и в других странах через перевод. Перевод на английский The Devil to Pay in the Backlands появился в 1963 году. Но из-за сложности стиля автора оригинальность романа была утеряна.
«Тропы по большому сертану» — очень спорный роман. Он являет собой историю на 608 страницах без разбивки на главы и остановок в повествовании. Использование не только неологизмов, но и местных диалектов делает роман сложным не только для перевода, но и для восприятия самими носителями португальского языка. Сюжет романа разворачивается вокруг крестьянина Риобальдо. Герой рассказывает о своей жизни бандита, о стычках с держателями ранчо и борьбу за жизнь в сертане. При этом читатель превращается в собеседника и даже иногда задаёт ему вопросы.
Роман Розы является парадоксом. С одной стороны он модернистский, а с другой регионалистический, то есть описывает жизнь в той или другой местности Бразилии, держась далеко от всякого авангарда. В своём романе писатель старался не использовать клише и шокировать читателя, как это делает жизнь. Он не использовал клише ни в грамматике или фразах, ни в самом повествовании. Он старался создать что-то, что читатель до этого ещё не встречал, но в то же время чтобы он это воспринимал на интуитивном уровне.
Гимарайнш Роза — один из лучших писателей Латинской Америки, творчество которого можно поставить в один ряд с творчеством Джеймса Джойса, Марселя Пруста. Его лингвистические инновации включают распространённые лексические заимствования, как с античных, так и современных языков. Формирование собственных неологизмов, синтаксических инверсий и использование разговорной речи делают творчество Гимарайнса Розы неповторимым в своем роде.
В 1961 году награждён Литературной премией Машаду де Ассиса.

## Экранизации
- 1965 — Час и мгновение Аугусту Матраги / A Hora e a Vez de Augusto Matraga режиссёра Роберту Сантуса
- 1994 — A Terceira Margem do Rio режиссёра Нелсона Перейры дус Сантуса

"Паспорт свободы",сериал,2021.